# Extensió de cossos
En àlgebra, les extensions de cos són el problema fonamental de la teoria de cossos. Un cos és un conjunt en el qual les operacions suma i producte estan definides i "funcionen bé". Un dels motius de construir una extensió d'un cos és el de cercar un conjunt més gran en el qual les operacions suma i producte seguisquen funcionant bé i a més es puguen resoldre equacions polinòmiques que no es poden resoldre en el cos original.

## Definició
Siga (K, +, ·) un cos. Un cos L és una extensió de K si K és un subcos de L, és a dir si (L,+,·) és un cos i (K,+,·) és un cos amb la restricció a K de les operacions + i · en L. Si L és extensió sobre K es denota L:K o L/K.

## Extensió sobre un cos com espai vectorial sobre el cos
- Si L és una extensió de K, llavors L és un espai vectorial sobre K.

En efecte, l'addició de K serveix també d'addició en l'espai vectorial, i la multiplicació d'un element de K per un de L defineix el producte escalar de l'espai vectorial: 
Per definició de cos, {\displaystyle (L,+)} és grup abelià, i podem considerar el producte per escalars {\displaystyle \cdot :K\times L\longrightarrow L} com una restricció a {\displaystyle K\times L} del producte en {\displaystyle \cdot :L\times L\longrightarrow L}. D'esta manera és immediat que es compleix que:
- {\displaystyle a\cdot (\alpha +\beta )=(a\cdot \alpha )+(a\cdot \beta )},

- {\displaystyle (a+b)\cdot \alpha =(a\cdot \alpha )+(b\cdot \alpha )},

- {\displaystyle (a\cdot (b\cdot \alpha ))=(a\cdot b)\cdot \alpha },

- {\displaystyle 1\cdot \alpha =\alpha },

qualssevol que siguen {\displaystyle a,b\in K} i {\displaystyle \alpha ,\beta \in L}. Les dues primeres propietats són degudes a la distributivitat del producte respecte de la suma en {\displaystyle L} i al fet que {\displaystyle K\subset L}; la tercera es deu al fet que el producte és associatiu en {\displaystyle L}, i la quarta es deu al fet que {\displaystyle K} és subcòs de {\displaystyle L}, per la qual cosa l'element unitat de {\displaystyle L} és l'element unitat de {\displaystyle K}.

## Extensió simple
El conjunt {\displaystyle K(\alpha ):=\left\{{\frac {f(\alpha )}{g(\alpha )}}:f,g\in K[x]\right\}}. Este conjunt és un cos, és extensió de {\displaystyle K}, és subcòs de {\displaystyle L}, i de fet és la menor extensió de {\displaystyle K} que conté a {\displaystyle \alpha }. Se li denomina extensió generada per α sobre {\displaystyle K}.

## Extensions algebraiques i transcendents

### Teorema de Kronecker
Siga {\displaystyle K} un cos i {\displaystyle p\in K[x]} un polinomi irreductible, llavors existeix alguna extensió {\displaystyle L:K} de manera que {\displaystyle p} té alguna arrel en {\displaystyle L}.

### Homomorfisme avaluació
L'aplicació {\displaystyle \beta :K[x]\longrightarrow K(\alpha )} que a cada polinomi {\displaystyle p(x)\in K[x]} li fa correspondre la seua avaluació en {\displaystyle \alpha }, i.e., {\displaystyle \beta (p)=p(\alpha )}. Esta aplicació és de fet un isomorfisme d'anells commutatius i unitaris, i se denomina homomorfisme avaluació.

### Extensió algebraica
Una extensió {\displaystyle L:K} se diu que és algebraica si tot element {\displaystyle \alpha \in L} és algebraic sobre {\displaystyle K}.

#### Elements algebraics
Suposem que existeix algun polinomi {\displaystyle p\in K[x]} que té a {\displaystyle \alpha } per arrel.
En esta situació ({\displaystyle \operatorname {Ker} (\beta )\neq \{0\}}, o equivalentment, existeix algun {\displaystyle p\in K[x]} irreductible con {\displaystyle {\frac {K[x]}{(p)}}\cong K(\alpha )}) se diu que {\displaystyle \alpha } és algebraic sobre {\displaystyle K}.
Un element és llavors algebraic sobre un cos si i només si és arrel d'algun polinomi a coeficients en aquest cos.

##### Polinomi mònic irreductible
Si {\displaystyle \alpha } és un element algebraic sobre el cos {\displaystyle K} de manera que {\displaystyle \alpha \notin K}, el polinomi {\displaystyle p} que genera al nucli de l'aplicació avaluació (i.e., {\displaystyle \operatorname {Ker} \beta =(p)}) és irreductible. Dividint {\displaystyle p} pel seu coeficient principal (aquell escalar que multiplica a la potència més gran de la variable {\displaystyle x}) s'obté un polinomi mònic (és a dir, de manera que el seu coeficient principal es la unitat), que se denota per {\displaystyle m_{\alpha }^{K}} i se denomina polinomi mònic irreductible de {\displaystyle \alpha } respecte de {\displaystyle K}.
Clarament, {\displaystyle K(\alpha )\cong {\frac {K[x]}{(m_{\alpha }^{K})}}}.

### Extensió transcendent
Una extensió {\displaystyle L:K} se diu que és transcendent si existeix algun element {\displaystyle \alpha \in L} que siga transcendent sobre {\displaystyle K}.

#### Elements transcendents
Si el Ker{\displaystyle (\beta )=\{0\}}, serà {\displaystyle \beta } un monomorfisme. En eixe cas, {\displaystyle K(x)} és isomorf a {\displaystyle K(\alpha )}.
Se dirà que l'element {\displaystyle \alpha } és transcendent sobre {\displaystyle K} i que {\displaystyle K(\alpha )} és una extensió transcendent sobre {\displaystyle K}. A més, no existirà cap polinomi amb coeficients en {\displaystyle K} que tinga per arrel a {\displaystyle \alpha } (és a dir, si {\displaystyle p\in K[x]}, llavors {\displaystyle p(\alpha )\neq 0}).

## Grau d'una extensió
Com que tot espai vectorial té base, podem calcular la dimensió de {\displaystyle L} com espai vectorial sobre {\displaystyle K}, denotat per {\displaystyle \operatorname {dim} _{K}(L)}. Es denomina grau de l'extensió {\displaystyle L:K} a la dimensió de {\displaystyle L} com {\displaystyle K}-espai vectorial: {\displaystyle [L:K]=\operatorname {dim} _{K}(L)}.
Prenguem diversos exemples:
K = Q, el cos dels racionals, i L = R, el dels reals.
Les arrels dels enters primers (√2, √3, √5, √7…) són linealment independents sobre Q, el que implica que R vist com a espai vectorial sobre Q, és de dimensió infinita.
Altra manera d'obtenir este resultat és considerar els nombres e, e²,e³... on el nombre e és la base dels logaritmes neperians. Com que e és transcendent, no existeix cap polinomi no nul P tal que P(e) = 0, cosa que significa que 1, e, e², e³ ... són linealment independents. D'ací la dimensió infinita.
El resultat no sorprèn si es considera els cardinals d'ambdós conjunts: si la dimensió de R sobre Q fóra finita, R seria isomorf a Qn, el que no és possible perquè el cardinal de Qn és el mateix que el de Q (igual al de N, aleph0) que és estrictament inferior al de R.
K = Q, el cos dels racionals, i L = Q(√2), el menor cos que conté al mateix temps Q i √2. L és també el conjunt dels P(√2), on P és qualsevol polinomi amb coeficients en Q.
Reagrupant els monomis de potències parells per una part, i imparells per l'altra, de P(√2), se veu que els elements de Q(√2) són els nombres de la forma a+b√2, amb a i b racionals.
Per tant, (1, √2) és una base de L vist com a espai vectorial sobre K, el que significa que la seua dimensió és 2.
S'ha de relacionar esta dimensió al fet que √2 és arrel d'un polinomi de segon grau.
Se pot generalitzar: Si α és una arrel d'un polinomi irreductible (sobre Q) de grau n, aleshores Q(α) és una extensió de dimensió n sobre Q.